# Toma Jalobă
Toma Jalobă (n. 6 octombrie 1891, Transnistria – d. secolul al XX-lea) a fost un deputat din Sfatul Țării, organismul care a exercitat puterea legislativă în Republica Democratică Moldovenească, în perioada 1917-1918.

## Studii
A avut studii primare.

## Activitate
A fost membru în Comisiunea Județeană de expropriere și împroprietărire și primar rural. A luptat pentru dezrobirea Basarabiei de sub jug străin. În anul 1917 a luat parte la manifestațiile pentru alipirea Basarabiei la Patria Mamă.
A Participat la Congresul Ostășesc din 20 octombrie 1917 și la toate ședințele Sfatului Țării între 21 noiembrie 1917 și 26 ianuarie 1918, chiar dacă nu a avut mandat. A făcut parte din grupul de patrioți români transnistrieni care a convocat și organizat întâlnirea transnistrienilor la Tiraspol în ziua de 17 decembrie 1917, întâlnire la care a participat și o delegație din partea P.N.M. precum și Onisifor Ghibu.
„Şi aşa, fraţilor, din cuvintele ce le-am auzit aici, văd că v-aţi hotărât cu toţii să vă luaţi ce vi se cuvine, drepturile şi autonomia. Dar eu acum vă întreb pe domniile voastre, fraţilor, fraţii mei şi neamurile mele, că noi suntem moldoveni dintr-un sânge, cui ne lăsaţi pe noi, moldovenii? De ce suntem rupţi din coasta Moldovei şi trăim pe celălalt mal al Nistrului? Noi rămânem ca şoarecii în gura motanului? Frații noștri! Nu ne lăsați, nu ne lepădați şi nu ne uitaţi! Şi dacă ne veţi uita, noi malul Nistrului îl vom săpa şi vom îndrepta apa pe dincolo de pământul nostru!”—Toma Jalobă, dezamăgit că Transnistria nu a fost și ea inclusă în unirea Basarabiei cu România
Ion Buzdugan i-a răspuns lui Jalobă:
„Când am auzit jeluirea fratelui nostru Toma Jalbă, moldovean de dincolo de Nistru, mi s-a părut că aud bocetul mamei care şi-a pierdut copiii. Cuvintele lui Toma Jalbă sunt o doină, de care plâng văile şi munţii pe tot pământul românesc. În glasul lui Jalbă e toată tânguirea şi deznădejdea neamului nostru. Nu ne lăsaţi! Strigă fratele nostru, eu socot că şi pietrele dacă ar auzi s-ar umple de jale. Nu vă lăsăm, fraţilor, veniţi în braţele noastre! Nistrul îl vom săpa împreună şi vom îndrepta apa lui pe dincolo de hotarul sufletului românesc, pentru ca nimic să nu ne mai despartă!”—Ion Buzdugan
După unire s-a stabilit Văleni și a fost membru în Comisiunea Județeană de expropiere și împroprietărire. A activat și în calitate de primar.